# Ricardo Pinzón Hidalgo
Ricardo Pinzón Hidalgo (* 1982) je kolumbijský fotograf známý svou prací v uměleckém prostředí své země, specializuje se na fotografie celebrit, portréty a módní editoriály.

## Profesní rozvoj
Ricardo Pinzón spolupracoval s časopisy jako Esquire Colombia (vedoucí fotografického oddělení 2012-2016), Bloomberg, Getty images, New York Times Magazine nebo American Express Journal International v Německu.